# Kjell Bäckman
Kjell Hilding Bäckman (Göteborg, 1934. február 21. – 2019. január 9.) olimpiai bronzérmes svéd gyorskorcsolyázó.

## Pályafutása
Az 1960-as Squaw Valley-i olimpián 5 000 méteren 12. helyezett lett, 10 000 méteren bronzérmet szerzett.

## Sikerei, díjai
- Olimpiai játékok
  - bronzérmes: 1960, Squaw Valley (10 000m)